# Dicrossus
Dicrossus  è un genere un pesci di acqua dolce appartenenti alla famiglia Cichlidae ed alla sottofamiglia Geophaginae.

## Etimologia
Il termine Dicrossus deriva dal greco di, cioè due, e krossoi, nappa.

## Descrizione
Questi pesci presentano un corpo generalmente allungato e cilindrico, con la testa arrotondata. Il dimorfismo sessuale è evidente soprattutto nella pinna caudale, che nei maschi è a forma di lira.
Sono denominati Ciclidi a scacchiera per le macchie quadrate presenti sui loro fianchi.

## Acquariofilia
Negli acquari è abbastanza diffuso soltanto Dicrossus filamentosus.

## Specie
In questo genere sono riconosciute cinque specie:
- Dicrossus filamentosus
- Dicrossus foirni
- Dicrossus gladicauda
- Dicrossus maculatus
- Dicrossus warzeli